# Минга Гуасу
Мѝнга Гуасу̀ (на испански: Minga Guazú) е град в департамент Горна Парана, Парагвай. Основан e през 1958 г. и се намира на 20 km западно от столицата на департамента Сиудад дел Есте. Към 2002 г. населението му е 60 719 жители.

## Климат
Средногодишната температура е +21 °C. Най-високата е 38 º С, а минималната 0 °C.
1. ↑  web.archive.org